# Кудря Володимир Іванович
Кудря Володимир Іванович (1929—1991) — радянський український кінооператор. Лауреат Республіканської премії ім. Я. Галана (1986).

## Біографічні відомості
Народився 27 липня 1929 р. в м. Борисполі Київської області в родині службовця. Закінчив спецучилище (1947). Працював освітлювачем на Київській студії художніх фільмів (1947—1948), оператором «Київнаукфільму» (1948—1988).
Був членом Спілки кінематографістів України.
Помер 10 грудня 1991 р. в Києві.

## Фільмографія
Зняв стрічки:
- «Чавун і сталь» (1957)
- «Скло» (1958)
- «Ліс» (1958)
- «Силікоз» (1959)
- «Людина буде жити довго» (1960)
- «Не для меча, а для орала» (1960)
- «Автомобіль „Волга“» (1961)
- «Шлюзи» (1962)
- «Облік у колгоспі» (1962)
- «Пластмаси» (1963)
- «Гігієна праці» (1963)
- «Каруселі» (1963)
- «Машинобудівництво» (1964)
- «Шлях до чорного сонця» (1964)
- «Танкери» (1965)
- «Кібернетика» (1965)
- «Фокусник» (1967, 2-й оператор у співавт.; художній фільм, реж. П. Тодоровський)
- «Людина і хліб» (1968)
- «Я + Ти = ?» (1969)
- «Роздуми про сучасника» (1969)
- «Шахтарський характер» (1971)
- «Вбивця відомий»
- «Плюс все життя» (1973)
- «Вартові погоди» (1975, у співавт.)
- «Економіка — головна політика» (1975, у співавт., Приз III республіканського кінофестивалю «Людина праці на екрані», Жданов, 1975)
- «Полігон — вся планета» (1979, у співавт.)
- «Делі: зв'язок часів» (1981, у співавт. з А. Серебрениковим)
- «Сіті для золотих рибок» (1983) та ін.